# Walsheva matrika
Walsheva matrika (oznaka {\displaystyle H\!\,}) je kvadratna matrika, ki ima za elemente samo vrednosti +1 in -1. Lastnost Walsheve matrike je tudi, da je skalarni produkt dveh različnih vrstic ali stolpcev enak 0. Vsaka vrstica odgovarja vrednostim Walsheve funkcije. Pogosto Walshevo matriko enačijo s Hadamardovo matriko, oziroma med njima ne delajo razlike.
Imenuje se po ameriškem matematiku Josephu Leonardu Walshu (1895–1973), ki jo je prvi predlagal v letu 1923.

## Definicija
{\displaystyle H(2^{0})={\begin{bmatrix}1\end{bmatrix}}\!\,,}
{\displaystyle H(2^{1})={\begin{bmatrix}1&1\\1&-1\end{bmatrix}}\!\,,}
{\displaystyle H(2^{2})={\begin{bmatrix}1&1&1&1\\1&-1&1&-1\\1&1&-1&-1\\1&-1&-1&1\\\end{bmatrix}}\!\,,}
Splošna oblika je:
{\displaystyle H(2^{k})={\begin{bmatrix}H(2^{k-1})&H(2^{k-1})\\H(2^{k-1})&-H(2^{k-1})\end{bmatrix}}=H(2)\otimes H(2^{k-1})\!\,,}
za vse {\displaystyle 2\leq k\quad {\text{kjer je}}\quad k\epsilon N\!\,}
in:
- {\displaystyle \otimes \,} pomeni Kroneckerjev produkt. Matrika, ki se jo dobi z uporabo rekurzivnega obrazca, se imenuje naravna urejenost v Hadamardovih matrikah. Kadar pa se preuredi zaporedje vrstic tako, da je zaporedje sprememb predznakov elementov rastoče[1], se dobi matriko, ki je zaporedno urejena. Tako se za zgornjo matriko {\displaystyle H(2^{2})\!\,} dobi matriko, ki ima naslednjo obliko (označena je z {\displaystyle W(4)\!\,}):

{\displaystyle W(4)={\begin{bmatrix}1&1&1&1\\1&1&-1&-1\\1&-1&-1&1\\1&-1&1&-1\\\end{bmatrix}}\!\,.}
V tej matriki v prvi vrstici ni sprememb predznakov, v drugi je ena sprememba, v tretji dve, v četrti pa 3 spremembe predznakov v vrednostih elementov matrike.